# Gare de Lubersac
Gare de Lubersac vasútállomás Franciaországban, Lubersac településen.

## Vasútvonalak
Az állomást az alábbi vasútvonalak érintik:
- Brive-Nexon-vasútvonal

## Kapcsolódó állomások
A vasútállomáshoz az alábbi állomások vannak a legközelebb:
- Gare de Coussac-Bonneval
- Gare de Pompadour